# Trissino
Trissino is een gemeente in de Italiaanse provincie Vicenza (regio Veneto) en telt 8179 inwoners (31-12-2004). De oppervlakte bedraagt 21,9 km², de bevolkingsdichtheid is 373 inwoners per km².
De volgende frazioni maken deel uit van de gemeente: Lovara, San Benedetto, Selva.

## Demografie
Trissino telt ongeveer 2961 huishoudens. Het aantal inwoners steeg in de periode 1991-2001 met 5,4% volgens cijfers uit de tienjaarlijkse volkstellingen van ISTAT.
| Jaar | Inwoneraantal |
| ---- | ------------- |
| 1991 | 7392          |
| 2001 | 7794          |

## Geografie
De gemeente ligt op ongeveer 125 m boven zeeniveau.
Trissino grenst aan de volgende gemeenten: Arzignano, Brogliano, Castelgomberto, Montecchio Maggiore, Nogarole Vicentino.